# Lleó I d'Abkhàzia
Lleó I d'Abkhàzia, príncep hereditari (Eristavi) d'Abkhàzia, governant entre 720–740 i un vassall de l'Emperador romà d'Orient. Fill i successor del eristavi dels abkhazis, Constantí II, de la dinastia dels Antxabàdzides. El Divan dels reis Abkhazis esmenta que el seu regnat va tenir lloc en la primera meitat del segle viii. És esmentat a la Crònica Georgiana que el qualifica de "Lleó, eristav imperial d'Abkhazètia.
Durant el seu regnat Lleó va combatre activament als invassors àrabs i va tenir contactes diplomàtics propers amb el príncep d'Iberia i Kakhètia, Artxil de Kakhètia. També va tenir relacions significatives amb l'emperador romà d'Orient Lleó III l'Isauri, a qui va enviar una carta que demanava ajuda contra les forces del califat omeia. En resposta, l'Emperador va confirmar el seu govern hereditari sobre el Regne d'Abkhàzia i va suggerir que acceptés Artxil de Kakhètia com el seu senyor i sobirà i amb això poder presentar batalla als Musulmans amb les forces unides. Lleó III també va concedir el títol d'arcont al rei d'Abkhàzia. Això va significar que els romans d'Orient acceptaven el govern de Lleó sobre les terres d'Ègrissi, Jikètia i Sanigia. Els llaços entre Artxil i Lleó foren també enfortits pel matrimoni de Lleó amb Gurandukht, la filla del germà d'Artxil, Mirian de Kakhètia.
En 735, una gran expedició dirigida per general àrab Marwan va ser llançat contra els regnes georgians. El Regne d'Abkhàzia va patir molt aquesta invasió. Després del setge d'Anakòpia, els àrabs foren decisivament derrotats i es van retirar amb fortes pèrdues. Durant la invasió, Artxil es va refugiar al Regne d'Abkhàzia. Ajudat per Lleó, van participar en moltes batalles importants contra els àrabs, inclòs el setge d'Anakòpia. El regnat de Lleó I fou un episodi molt important en la història de Geòrgia. Malgrat fortes pèrdues els georgians van poder desactivar a les forces invassores àrabs, cosa que indubtablement va determinar la supervivència del cristianisme i la independència a Geòrgia Occidental, amb conseqüències futures permanents.
La seva successiu és discutida. Va deixar un fill de nom Demetri, però l'hauria succeït el seu germà Teodor. Però segons Toumanoff el successor fou el seu nebot Lleó II d'Abkhàzia. Segons Christian Settipani, a la mort del eristavi Teodor l'hauria succeït breument el seu nebot Demetri substituït ràpidament per Constantí, fill gran de Teodor; Constantí seria el pare de Lleó I i germà de Lleó II d'Abkàzia.